# Формула-1 в сезоне 2010
Сезон 2010 года Формулы-1 — 61-й сезон Формулы-1. Технический и спортивный регламенты были и продолжают оставаться объектом спора между FIA и FOTA. Действующий чемпион среди пилотов — Дженсон Баттон присоединился к команде McLaren, а действующий обладатель кубка конструкторов — Brawn GP был приобретён концерном Daimler AG и преобразован в заводскую команду Mercedes-Benz. В сезоне 2010 года в Формулу-1 после трёхлетнего перерыва вернулся самый титулованный гонщик за всю её историю — Михаэль Шумахер. Чемпионом сезона 2010 стал немецкий гонщик Себастьян Феттель.

## Спор по поводу регламента и альтернативный чемпионат
Международная автомобильная федерация планировала ввести бюджетный лимит, чтобы уменьшить стоимость участия в целях защиты спорта в ходе нынешнего экономического спада. Предложение включало бюджетный лимит, равный 30 миллионам € (45 миллионам США $, 27 миллионам £), а также полную техническую свободу командам, которые будут его использовать.
Часть команд возразила против двух наборов правил одного чемпионата, и пять команд, входящих в Ассоциацию команд Формулы-1 (FOTA) — Ferrari, BMW Sauber, Renault, Red Bull Racing и Toro Rosso — объявили о своём намерении отказаться от участия в сезоне 2010 года. BMW Sauber объявила 29 июля о своём уходе из Формулы-1 по окончании сезона 2009 года.
После обсуждения все десять команд FOTA единогласно решили прекратить участие в гонках после сезона 2009 года, если не будут изменены правила бюджетного лимитирования. Williams и Force India позже отдельно подтвердили безусловные заявки и были временно исключены из FOTA.
Оставшиеся команды FOTA были предварительно включены в заявочный лист участников сезона 2010 года, который был опубликован 12 июня и включал в себя десять нынешних команд, Campos Meta 1, Virgin Racing и US F1 Team.
Дискуссия между FIA и FOTA зашла в тупик, и восемь команд FOTA анонсировали планы по созданию альтернативного чемпионата в 2010. Однако на собрании Всемирного совета по автоспорту 24 июня FOTA согласилась остаться в Формуле-1, а Макс Мосли согласился не участвовать в октябрьских выборах президента FIA.
Однако 8 июля группа команд FOTA покинула встречу с FIA, на которой обсуждались будущие правила. FOTA была информирована, что ей не гарантировано участие в сезоне 2010 года и поэтому их голос по вопросам технического и спортивного регламентов ничего не значит. Позднее было объявлено, что планы по созданию альтернативного чемпионата продолжают осуществляться.
С тех пор FOTA выразила свой интерес, направленный на завершение конфликта, при помощи переговоров об условиях Договора согласия напрямую с CVC — компанией, которой принадлежат коммерческие права на серию, прямо пред Гран-при Венгрии 2009 года.
1 августа было объявлено, что FIA подписала новый Договор согласия, положив конец кризису и гарантировав будущее серии до 2012 года.

## Предсезонные тесты и презентации новых болидов
Новый сезон тестов начался 1 декабря 2009 с трёхдневных тестов молодых пилотов (для гонщиков, которые провели менее трёх стартов в Формуле-1) в испанском Хересе. Чемпион Британской Формулы-3 Даниэль Риккардо был быстрейшим с Red Bull Racing.
4 января 2010 года было опубликовано расписание предсезонных тестов. Так же, как и в 2009, командам разрешено пройти максимум 15000 километров в течение пятнадцати дней в феврале. Тестовые сессии были подтверждены в Валенсии (1-3 февраля), Хересе (10-13 февраля и 17-20 февраля) и Барселоне (25-28 февраля).

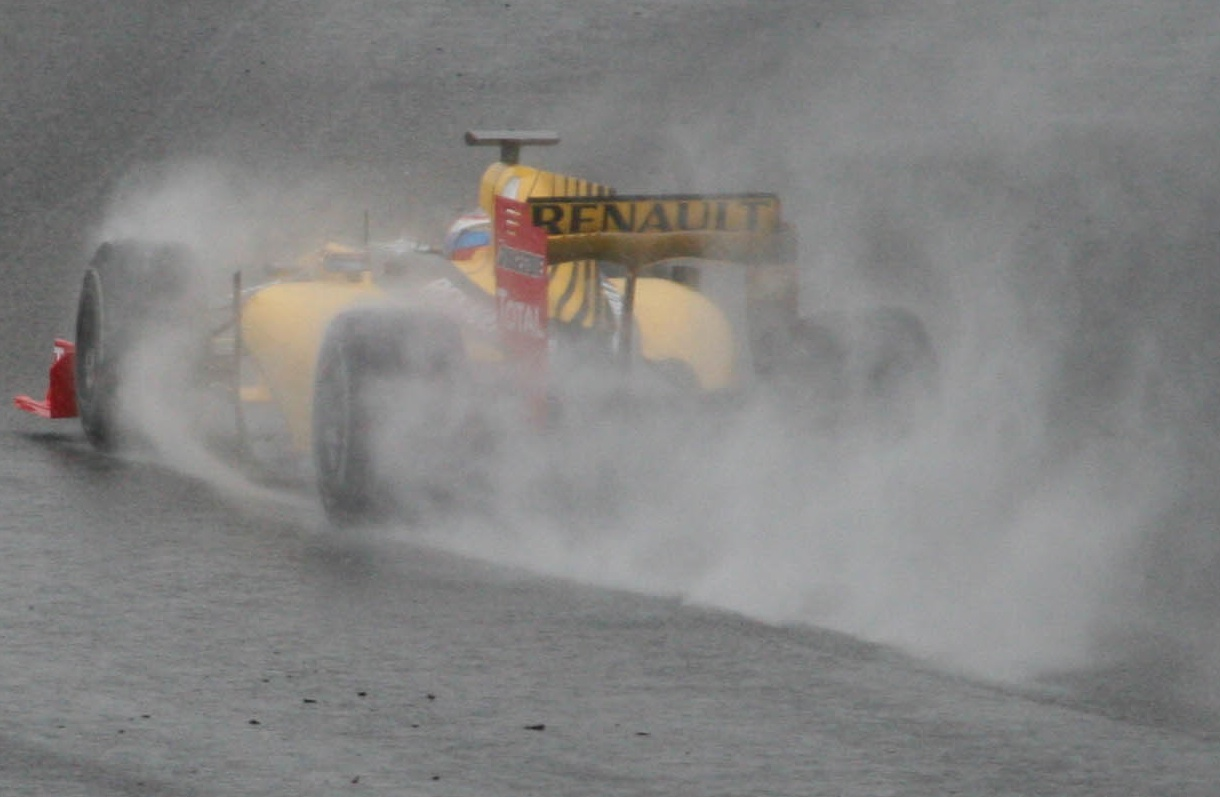
Тестовые сессии в Хересе часто прерывались ливнями.

Предсезонные тесты начались на Трассе имени Рикардо Тормо в Валенсии с семью командами — Mercedes-Benz, McLaren, Ferrari, Sauber, Toro Rosso, Renault и Williams. Пилот Ferrari Фелипе Масса возглавил протокол, находясь за рулём Ferrari F10 и проехав круг за 1:12,574. Масса продолжил демонстрировать скорость Ferrari, установив быстрейшее время 1:11,722 во второй день. Ferrari снова показала своё превосходство, но уже с Фернандо Алонсо, который показал лучшее время на этих тестах — 1:11,470 и завершил серию F10 из 350 кругов. Дебютанты Виталий Петров и Нико Хюлькенберг впервые появились на тестах в качестве основных пилотов.

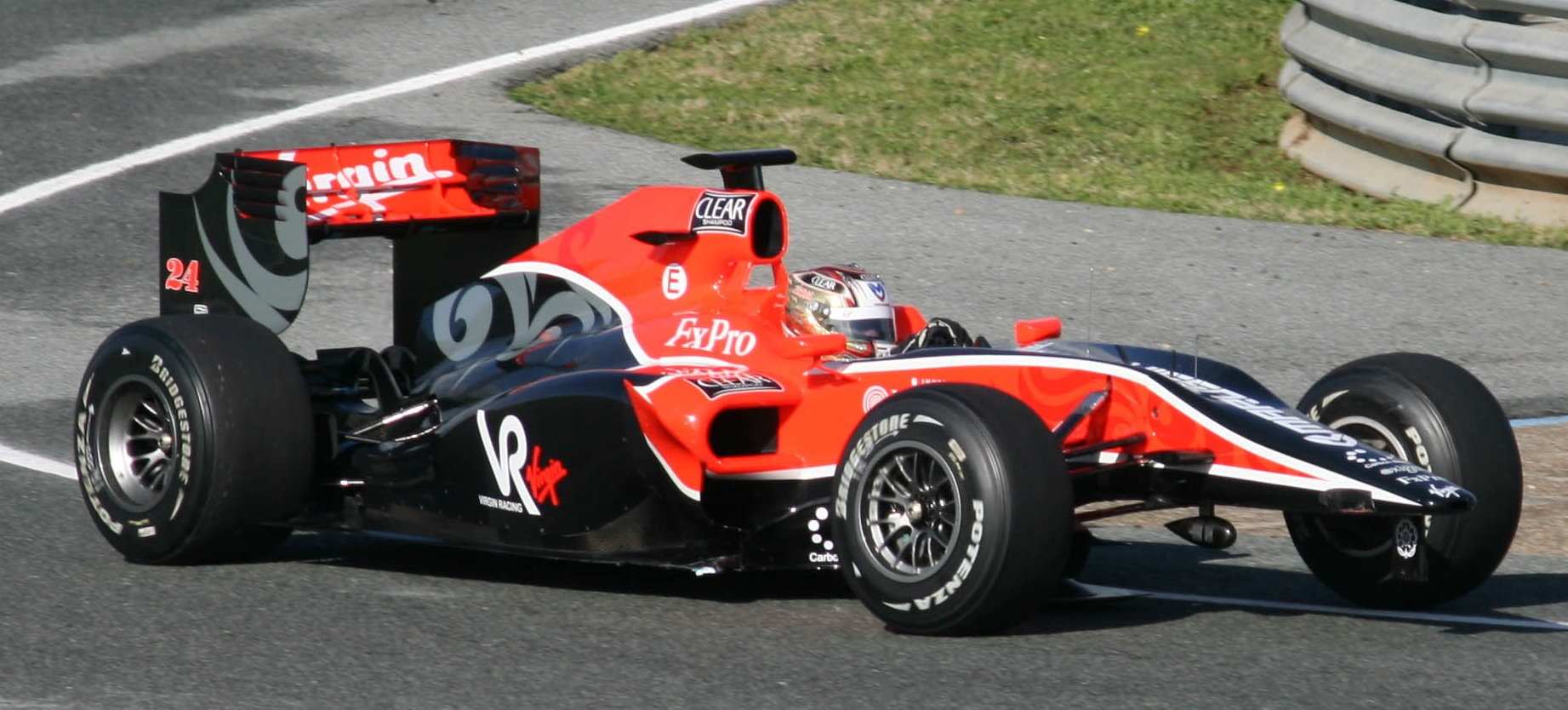
Первые тесты в Хересе были очень проблемными для Virgin Racing.

Вторая сессия проходила в Хересе и сопровождалась сильными ливнями на протяжении всех тестов. Также эти тесты ознаменовались первыми открытыми тестами для новой команды Virgin Racing, которая смогла в первый день проехать лишь пять кругов из-за дефицита запчастей. Пилот McLaren Льюис Хэмилтон показал лучшее время недели — 1:19,583 в субботу. Полотно трассы большую часть дня было сухим и позволяло быстро проходить круги.
Через неделю команды возобновили тесты в Хересе, но, как и в прошлый раз, они часто прерывались из-за дождя. Пилот Red Bull Racing Себастьян Феттель был быстрейшим, поскольку он успел проехать по сухой трассе. Lotus Racing впервые появилась на открытых тестах с болидом T127. Во второй день Хейкки Ковалайнен разбил болид и, как у Virgin, у Lotus не было запчастей. Третий день был первым солнечным днём в Хересе и команды проводили тесты более продуктивно. Марк Уэббер установил быстрейший круг — 1:19,299. Половина команд прошла более ста кругов. В последний день тестов Дженсон Баттон проехал круг быстрее всех за 1:18,871. У Virgin оставались проблемы с гидравликой VR-01, тем временем болид Lotus проехал 141 круг.
Последние предсезонные тесты проходили на трассе Каталунья, Барселона. Тесты начались в солнечную погоду, и в их ходе бывали дожди. Невзгоды Virgin продолжились с аварией Лукаса ди Грасси и другими механическими проблемами. В воскресенье Льюис Хэмилтон установил быстрейшее время недели (1:20,472) на серии с малым количеством топлива, которые проводили и многие другие команды.

### График презентаций новых болидов
| Конструктор   | Шасси   | Дата презентации | Место презентации       |
| ------------- | ------- | ---------------- | ----------------------- |
| Mercedes-Benz | MGP W01 | 25 января        | Штутгарт, Германия      |
| Ferrari       | F10     | 28 января        | Маранелло, Италия       |
| McLaren       | MP4-25  | 29 января        | Ньюбери, Великобритания |
| Renault       | R30     | 31 января        | Валенсия, Испания       |
| Sauber        | C29     | 31 января        | Валенсия, Испания       |
| Toro Rosso    | STR5    | 1 февраля        | Валенсия, Испания       |
| Williams      | FW32    | 1 февраля        | Валенсия, Испания       |
| Virgin        | VR-01   | 3 февраля        | Онлайн                  |
| Force India   | VJM03   | 9 февраля        | Онлайн                  |
| Red Bull      | RB6     | 10 февраля       | Херес, Испания          |
| Lotus         | T127    | 12 февраля       | Лондон, Великобритания  |
| HRT           | F110    | 4 марта          | Мурсия, Испания         |

## Команды и пилоты
Следующие команды и пилоты выступали в чемпионате мира FIA Формулы-1 сезона-2010. Все команды по ходу сезона использовали шины, поставляемые B
Bridgestone.
| Фото          | Команда                   | Конструктор   | Шасси   | Двигатель         | Гонщики           | Гонщики           | Тестеры                                        |
| Фото          | Команда                   | Конструктор   | Шасси   | Двигатель         | №                 | Имя               | Тестеры                                        |
| ------------- | ------------------------- | ------------- | ------- | ----------------- | ----------------- | ----------------- | ---------------------------------------------- |
|               | Vodafone McLaren Mercedes | McLaren       | MP4-25  | Mercedes FO 108X  | 1                 | Дженсон Баттон    | Гэри Паффетт                                   |
| 2             | Vodafone McLaren Mercedes | McLaren       | MP4-25  | Mercedes FO 108X  | Льюис Хэмилтон    |                   | Гэри Паффетт                                   |
|               | Mercedes GP Petronas      | Mercedes-Benz | MGP W01 | Mercedes FO 108X  | 3                 | Михаэль Шумахер   |                                                |
| 4             | Mercedes GP Petronas      | Mercedes-Benz | MGP W01 | Mercedes FO 108X  | Нико Росберг      |                   |                                                |
|               | Red Bull Racing           | Red Bull      | RB6     | Renault RS27-2010 | 5                 | Себастьян Феттель | Даниэль Риккардо Брендон Хартли Дэвид Култхард |
| 6             | Red Bull Racing           | Red Bull      | RB6     | Renault RS27-2010 | Марк Уэббер       |                   | Даниэль Риккардо Брендон Хартли Дэвид Култхард |
|               | Scuderia Ferrari Marlboro | Ferrari       | F10     | Ferrari 056       | 7                 | Фелипе Масса      | Лука Бадоер Марк Жене Джанкарло Физикелла      |
| 8             | Scuderia Ferrari Marlboro | Ferrari       | F10     | Ferrari 056       | Фернандо Алонсо   |                   | Лука Бадоер Марк Жене Джанкарло Физикелла      |
|               | AT&T WilliamsF1           | Williams      | FW32    | Cosworth CA 2010  | 9                 | Рубенс Баррикелло | Валттери Боттас                                |
| 10            | AT&T WilliamsF1           | Williams      | FW32    | Cosworth CA 2010  | Нико Хюлькенберг  |                   | Валттери Боттас                                |
|               | Renault F1 Team 1         | Renault       | R30     | Renault RS27-2010 | 11                | Роберт Кубица     | Жером Д’Амброзио Тун Хопинь Ян Хароуз          |
| 12            | Renault F1 Team 1         | Renault       | R30     | Renault RS27-2010 | Виталий Петров    |                   | Жером Д’Амброзио Тун Хопинь Ян Хароуз          |
|               | Force India F1 Team       | Форс Индия    | VJM03   | Mercedes FO 108X  | 14                | Адриан Сутиль     | Пол ди Реста                                   |
| 15            | Force India F1 Team       | Форс Индия    | VJM03   | Mercedes FO 108X  | Витантонио Льюцци |                   | Пол ди Реста                                   |
|               | Scuderia Toro Rosso       | Toro Rosso    | STR5    | Ferrari 056       | 16                | Себастьен Буэми   | Даниэль Риккардо Брендон Хартли Дэвид Култхард |
| 17            | Scuderia Toro Rosso       | Toro Rosso    | STR5    | Ferrari 056       | Хайме Альгерсуари |                   | Даниэль Риккардо Брендон Хартли Дэвид Култхард |
|               | Lotus Racing              | Lotus         | T127    | Cosworth CA 2010  | 18                | Ярно Трулли       | Файруз Фаузи                                   |
| 19            | Lotus Racing              | Lotus         | T127    | Cosworth CA 2010  | Хейкки Ковалайнен |                   | Файруз Фаузи                                   |
|               | HRT2                      | HRT           | F110    | Cosworth CA 2010  | 20                | Карун Чандхок     | Сакон Ямамото Кристиан Клин                    |
| Кристиан Клин | HRT2                      | HRT           | F110    | Cosworth CA 2010  | 20                |                   | Сакон Ямамото Кристиан Клин                    |
| 20/21         | HRT2                      | HRT           | F110    | Cosworth CA 2010  | Сакон Ямамото     |                   | Сакон Ямамото Кристиан Клин                    |
| 21            | HRT2                      | HRT           | F110    | Cosworth CA 2010  | Бруно Сенна       |                   | Сакон Ямамото Кристиан Клин                    |
|               | BMW Sauber F1 Team5       | BMW Sauber    | C29     | Ferrari 056       | 22                | Педро де ла Роса  |                                                |
| Ник Хайдфельд | BMW Sauber F1 Team5       | BMW Sauber    | C29     | Ferrari 056       | 22                |                   |                                                |
| 23            | BMW Sauber F1 Team5       | BMW Sauber    | C29     | Ferrari 056       | Камуи Кобаяси     |                   |                                                |
|               | Virgin Racing             | Virgin        | VR-01   | Cosworth CA 2010  | 24                | Тимо Глок         | Луис Разия4 Энди Соучек                        |
| 25            | Virgin Racing             | Virgin        | VR-01   | Cosworth CA 2010  | Лукас ди Грасси   |                   | Луис Разия4 Энди Соучек                        |

Примечания:
1.↑  — Renault F1 Team была продана инвестиционной компании Genii Capital 16 декабря 2009 года. В соответствии с условием сделки, Genii купила 75 % процентов команды, которая продолжит выступления под названием Renault.
2.↑  - 19 февраля 2010 года было гарантировано будущее команде Campos Meta, которую выкупил Хосе Рамон Карабанте, а руководителем команды стал бывший управленец Jordan/Midland/Spyker F1/Force India Колин Коллес. Коллес подтвердил, что с уходом Адриана Кампоса название будет изменено.
3. - 2 марта было раскрыто, что US F1 Team, которая была в заявочном списке, прекратила работу над болидом 2010 года и не будет принимать участие в чемпионате мира FIA Формула-1 2010 года, хотя это и не было объявлено официально. Они просили об отсрочке до 2011 года.
4.↑  — Алвару Паренте был объявлен в качестве тестового и запасного пилота Virgin Racing. Однако его спонсор, Институт туризма Португалии, не совершил платёж и Паренте больше не имеет отношения к Virgin Racing.
5.↑  — После ухода из серии BMW продала обратно команду BMW Sauber предыдущему владельцу — Петеру Зауберу, и команда получила место в чемпионате. 3 января 2010 Петер Заубер заявил, что не подавал заявку в FIA для смены названия команды, и поэтому они будут по-прежнему называться BMW Sauber F1 Team':, На презентации Sauber C29 31 января Заубер повторил, что команда, как и прежде, будет называться BMW Sauber, по крайней мере до начала сезона.

## Выбор новых команд
FIA объявила о своём желании, чтобы на старт сезона-2010 вышло 13 команд. FIA сообщила, что получила 15 заявок на участие (в дополнении к десяти действующим командам) в сезоне-2010. Существующие команды Формулы-1, входящие в FOTA, согласились оказать техническую поддержку новым командам.
Четыре новые команды, которые включены в заявочный лист:
- HRT F1 Team, базирующаяся в Испании команда, управляемая бывшим пилотом Формулы-1 Адрианом Кампосом, которая является союзом команды Campos Racing и агентства Meta Image.[85] Ранее называлась Campos Meta, но потом команду выкупил Хосе Рамон Карабанте.
- Virgin Racing,[42] управляемая владельцем команды Формулы-3 Джоном Бутом и бывшим владельцем Simtek Ником Уиртом. Команда оставалась в тени, пока 12 июня 2009 года FIA не опубликовала заявочный список участников сезона-2010. Команда называлась Manor Grand Prix, пока не получила поддержку Virgin.
- US F1 Team,[86] команда, основанная конструктором Кеном Андерсоном и бывшим сотрудником Williams Питером Уиндзором. На старт не вышла из-за того, что команда не успела подготовиться к сезону (не был построен болид, возникли проблемы с финансированием).[87]
- Lotus Racing,[64] союз между малайзийским правительством и консорциумом малайзийских предпринимателей. Майк Гаскойн, который уже присоединялся к не одобренной впоследствии заявке Lotus, с британской командой Формулы-3 Litespeed стал техническим директором новой команды.

Безуспешные заявки:
- Brabham, команда, образованная немецкой компанией Formtech, которой управляет Франц Хильмер, обладающий правом на марку Brabham Grand Prix и подтвердивший заявку на сезон 2010 года. Formtech выкупила имущество Super Aguri в июне 2008 года после банкротства японской команды в мае 2008 года.[88] Согласно предыдущим сообщениям, бывший управляющий Force India Колин Коллес был также вовлечён в проект.[89] Основатель Brabham Джек Брэбем не знал, что будет использоваться название его прежней команды, и семья Брэбем пригрозила судебным иском.[90]
- Epsilon Euskadi, учреждённая в Испании команда, которая обслуживает болиды в различных младших сериях с открытыми колёсами, а также построила собственный прототип Ле-Мана.[91] Команда продолжила проявлять интерес к выходу на старт сезона-2010 после ухода BMW Sauber.[92]
- Lola Cars,[93] британский конструктор гоночных машин, несколько раз за свою историю уже участвовавший в Формуле-1, подтвердил заявку на участие в чемпионате 2010 года.[94] Хотя FIA просила Lola находиться в готовности в случае ухода команд, 17 июня компания официально отозвала заявку.[95] Тем не менее, владелец Lola Мартин Биррейн заявил, что он надеется принять участие в сезоне 2011 года.[96]
- Team Lotus,[97] образованная командой Формулы-3 Litespeed и конструктором Майком Гаскойном, который недавно работал на Force India, купила права на название Lotus у брата Джеймса Ханта.[98]
- March Racing Organisation,[99] перевоплощённая команда March, которая была создана Максом Мосли, Аланом Ризом, Грэмом Кокером и Робином Хёрдом и участвовала с 1970 по 1992 года (в 1990 и 1991 годах выступала под названием Leyton House Racing). Заявка была подана Эндрю Фиттоном, который приобрёл права на название в преддверии сезона-1993.
- myf1dream.com,[100], команда, созданная любителями серии, которая планировала существовать на пожертвования.
- N.Technology,[101] подавшая заявку после успеха в World Touring Car Championship, отозвала её после того, как FOTA объявила о создании альтернативного чемпионата, не желая находиться в серии без присутствия заводских команд.[102] MSC, британская компания, которой принадлежит команда, подала заявление в парижский суд из-за некорректного отбора заявок; 25 ноября 2009 года суд признал правомочной процедуру отбора команд и постановил, что MSC должна оплатить FIA судебные издержки.[103]
- Prodrive F1, управляемая президентом Aston Martin и основателем Prodrive Дэвидом Ричардсом, объявила о подаче заявке при поддержке инвестиционного фонда Dar Capital.[104] Предыдущая попытка попасть в Формулу-1 была в 2008 году. Также Prodrive считалась одной из претендентов на покупку команды Renault в декабре 2009 года.
- Stefan Grand Prix,[105] команда, поддерживаемая сербской инженерной компанией AMCO и названая в честь руководителя команды Зорана Стефановича. Заявка оставалась неизвестной вплоть до августа, когда Стефанович обратился в Европейскую комиссию с жалобой, аналогичной N.Technology. 29 сентября Стефанович объявил о своих планах выйти на старт Гран-при Бахрейна, несмотря на то, что команде не досталось места.[106] В декабре 2009 Стефанович подтвердил, что хочет попадания команды в список участников, несмотря на то, что тринадцатый слот достался Sauber.[107] 2 февраля команда объявила о намерении совершить презентацию и провести тесты доработанного болида Toyota, который будет называться Stefan S-01. Через некоторое время Кадзуки Накадзима был представлен в качестве первого пилота. Презентация болида намечена на 25 февраля в Алгарве в португальском Портимане. Команда планирует проводить презентацию и тесты вне зависимости одобрения заявки,[108] и настаивает на идее четырнадцатой команды.[109]
- Team Superfund, новая команда, основанная Александром Вурцом и финансируемая Кристианом Бахой, владельцем Superfund Group.[110]

Британская компания Ray Mallock Limited, которая строит машины для гонок класса GT, кузовных гонок, а также раллийные автомобили, планировала подать заявку и участвовать с мотором Cosworth, но в итоге отказалась, ссылаясь на нынешний бюджетный лимит и неопределённый регламент сезона-2010. Однако не исключено, что они подадут заявку в будущем.

## Календарь на сезон
21 сентября 2009 года Всемирный совет по моторным видам спорта опубликовал предварительный календарь, который состоял из девятнадцати этапов. Другой предварительный календарь был выпущен через месяц, в нём гонки в Абу-Даби и Бразилии поменялись местами с согласия промоутеров обоих Гран-при. Окончательный календарь появился 11 декабря 2009 года.
| №  | Гран-при                | Официальное название                        | Место проведения             | Трасса                       | Дата        |
| -- | ----------------------- | ------------------------------------------- | ---------------------------- | ---------------------------- | ----------- |
| 1  | Гран-при Бахрейна       | VI Gulf Air Bahrain Grand Prix              | Бахрейн, Сахир               | Сахир                        | 14 марта    |
| 2  | Гран-при Австралии      | LXXV Qantas Australian Grand Prix           | Австралия, Мельбурн          | Альберт-Парк                 | 28 марта    |
| 3  | Гран-при Малайзии       | XII Petronas Malaysian Grand Prix           | Малайзия, Куала-Лумпур       | Сепанг                       | 4 апреля    |
| 4  | Гран-при Китая          | VII Chinese Grand Prix                      | Китай, Шанхай                | Шанхай                       | 18 апреля   |
| 5  | Гран-при Испании        | LI Gran Premio de España Telefónica         | Испания, Монтмело            | Каталунья                    | 9 мая       |
| 6  | Гран-при Монако         | LXVIII Grand Prix de Monaco                 | Монако, Монте-Карло          | Монте-Карло                  | 16 мая      |
| 7  | Гран-при Турции         | VI Turkish Grand Prix                       | Турция, Стамбул              | Истанбул Парк                | 30 мая      |
| 8  | Гран-при Канады         | XLVI Grand Prix du Canada                   | Канада, Монреаль             | Автодром имени Жиля Вильнёва | 13 июня     |
| 9  | Гран-при Европы         | LIV Telefónica Grand Prix of Europe         | Испания, Валенсия            | Городская трасса Валенсии    | 27 июня     |
| 10 | Гран-при Великобритании | Santander British Grand Prix                | Великобритания, Сильверстоун | Сильверстоун                 | 11 июля     |
| 11 | Гран-при Германии       | LXXI Großer Preis Santander von Deutschland | Германия, Хоккенхайм         | Хоккенхаймринг               | 25 июля     |
| 12 | Гран-при Венгрии        | XXV Magyar Nagydíj                          | Венгрия, Будапешт            | Хунгароринг                  | 1 августа   |
| 13 | Гран-при Бельгии        | LXVI Belgian Grand Prix                     | Бельгия, Спа                 | Спа-Франкоршам               | 29 августа  |
| 14 | Гран-при Италии         | LXXXI Gran Premio Santander d'Italia        | Италия, Монца                | Монца                        | 12 сентября |
| 15 | Гран-при Сингапура      | SingTel Singapore Grand Prix                | Сингапур                     | Марина-Бей                   | 26 сентября |
| 16 | Гран-при Японии         | XXXVI Fuji Television Japanese Grand Prix   | Япония, Судзука              | Судзука                      | 10 октября  |
| 17 | Гран-при Кореи          | I Korean Grand Prix                         | Южная Корея, Йонам           | Международный автодром Кореи | 24 октября  |
| 18 | Гран-при Бразилии       | XXXIX Grande Prêmio Petrobras do Brasil     | Бразилия, Сан-Паулу          | Интерлагос                   | 7 ноября    |
| 19 | Гран-при Абу-Даби       | II Etihad Airways Abu Dhabi Grand Prix      | ОАЭ, Абу-Даби                | Яс Марина                    | 14 ноября   |

## Изменения

### Изменения команд
- В июне 2009 года было выбрано три команды, которые примут участие в сезоне 2010 года — US F1 Team', Campos Meta и Manor Grand Prix:,[42] Manor Grand Prix через некоторое время объявила, что команда будет выступать под названием Virgin Racing, подтвердив тем самым слухи, что команду будет спонсировать конгломерат Ричарда Брэнсона Virgin Group.[42]
- 29 июля 2009 года BMW Sauber объявила об уходе из Формулы-1 по окончании сезона-2009, сославшись на «стратегическую реорганизацию компании».[2] BMW первоначально предоставила место на стартовой решётке, найдя покупателя в лице Qadbak Investments,[116] однако 27 ноября команда была продана обратно Петеру Зауберу.[117] 3 декабря FIA официально допустила команду на старт сезона-2010 под названием BMW Sauber, команда будет использовать моторы Ferrari.[69]
- После объявления об уходе BMW Sauber FIA объявила, что вакантное место достанется Lotus Racing, команде, управляемой Тони Фернандесом и Майком Гаскойном при поддержке малайзийского правительства.[64]
- Toyota объявила о своём уходе из Формулы-1 4 ноября 2009 года из-за экономических трудностей.[118] После того, как было решено, что команда не будет продаваться,[119] их место было отдано Sauber.
- Scuderia Toro Rosso станет самостоятельным конструктором в 2010 (ранее шасси поставлялись компанией Red Bull Technologies). В 2009 команда пополнила штат сотрудников в итальянской Фаэнце и увеличила свою базу для размещения производственных мощностей.[120]
- 16 ноября 2009 года было объявлено, что Brawn GP будет переименована в Mercedes GP, начиная с сезона-2010. Тем самым подтвердились слухи[121], что пятнадцатилетняя связь с McLaren будет прекращена, поскольку немецкий производитель купил 75,1% акций команды. McLaren выкупит у Mercedes 40% акций перед началом сезона-2011, но Mercedes продолжит поставлять для McLaren моторы и спонсировать команду до 2015 года. 21 декабря стало известно, что команда Mercedes заключила контракт с Petronas и будет называться Mercedes GP Petronas Formula One Team[46].
- Renault, отвечая на предположения, что покинет чемпионат, как BMW и Toyota, сначала опровергала возможность этого и заявила, что объявит о решении до конца 2009 года.[122] Тем не менее, 4 декабря стало известно, что у Renault есть несколько предложений о покупке части команды[123], а 16 декабря сделка была подтверждена.[76] Эта часть досталась базирующейся в Люксембурге инвестиционной компании Genii Capital, которая принадлежит Жерару Лопесу. По условиям сделки Renault сохранит 25% акций команды, а команда продолжит участие под названием Renault. Сделка оставляет возможность вернуть Renault команду после того, как глобальная экономическая ситуация стабилизируется.
- 4 марта ФИА опубликовала окончательный список участников чемпионата мира 2010 года. В него вошли 12 команд, включая HRT F1 Team' (бывшая Campos). В список не вошли американская команда US F1 Team и Stefan Grand Prix:,[124]

### Переходы пилотов
Переходы

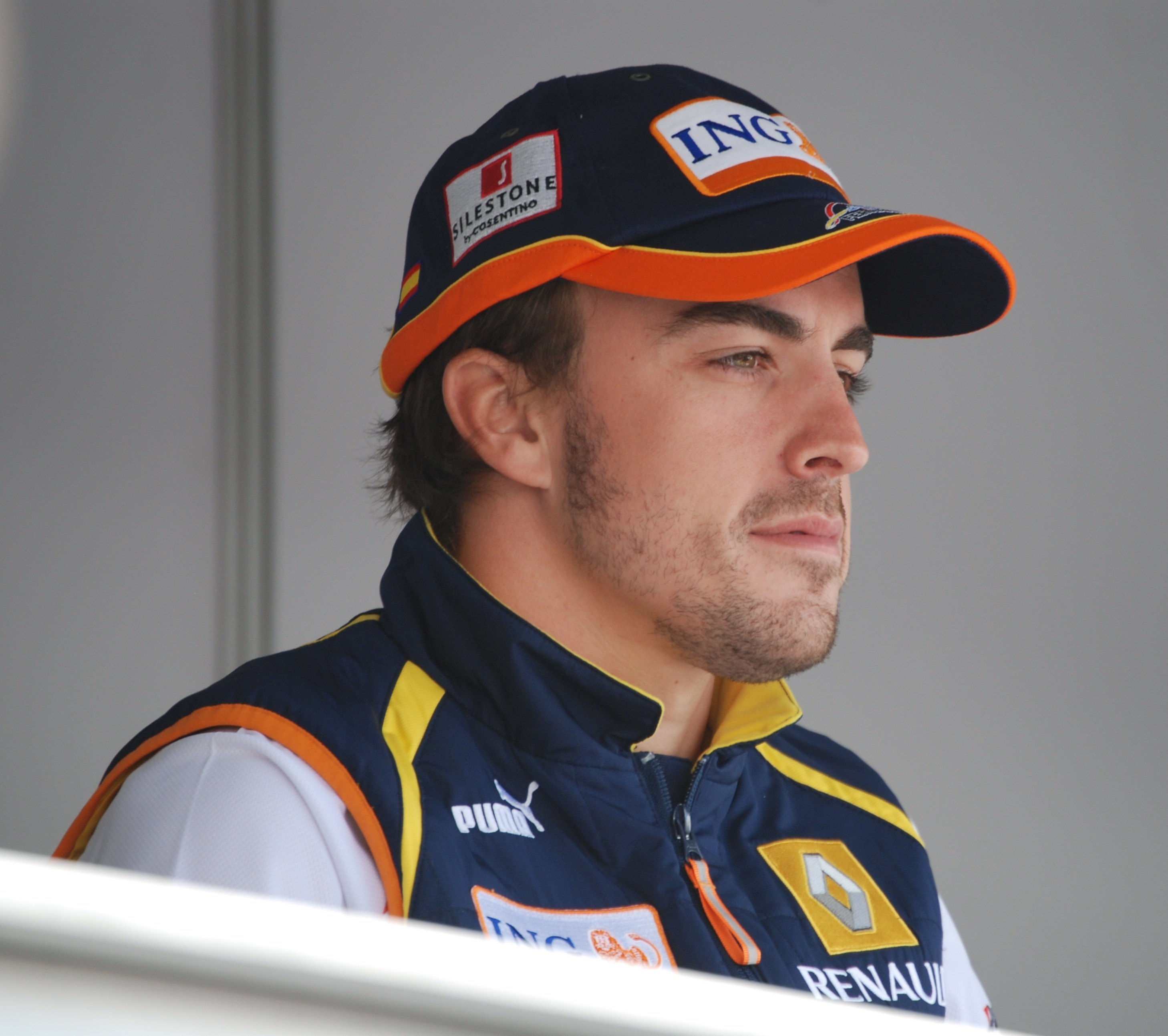
Фернандо Алонсо будет пилотом Ferrari в 2010, после ухода из Renault в 2009.

- Фернандо Алонсо покинул Renault и присоединился к Ferrari в 2010, заменив Кими Райкконена, который покинул команду по окончании сезона-2009[54]. Алонсо подписал трёхлетний контракт до конца 2012 с возможностью продления.
- Рубенс Баррикелло перешёл из Brawn в Williams[56].
- Дженсон Баттон присоединился к Льюису Хэмилтону в McLaren после неудачных переговоров с Mercedes GP, которая купила команду Brawn GP, за которую он выступал в 2009 году[43]. Это означает, что McLaren получила двух последних чемпионов мира и будет первой командой, состоящей из двух чемпионов, со времён Айртона Сенны и Алена Проста (которые также выступали за McLaren в 1989 году).
- Тимо Глок официально присоединился к Virgin Racing 17 ноября 2009[72]. Глок ранее был пилотом Toyota, но японская команда решила не продлевать контракт с ним, приняв решение в дни проведения Гран-при Сингапура 2009 года, оставив тем самым Глока в качестве свободного агента.
- Камуи Кобаяси, который совершил свой дебют в команде Toyota в конце сезона-2009, заменяя травмированного Тимо Глока, перейдёт в возрождённую Sauber.[71]
- Хейкки Ковалайнен ушёл из McLaren в Lotus Racing[65].
- Роберт Кубица покинул BMW Sauber для того, чтобы стать пилотом Renault в 2010, заменив Алонс[59].
- Нико Росберг ушёл из Williams по окончании сезона-2009 после четырёх лет выступления, перейдя в Mercedes GP[47].
- Ярно Трулли станет напарником Ковалайнена в Lotus Racing после ухода из Toyota[65].

Появление в Формуле-1

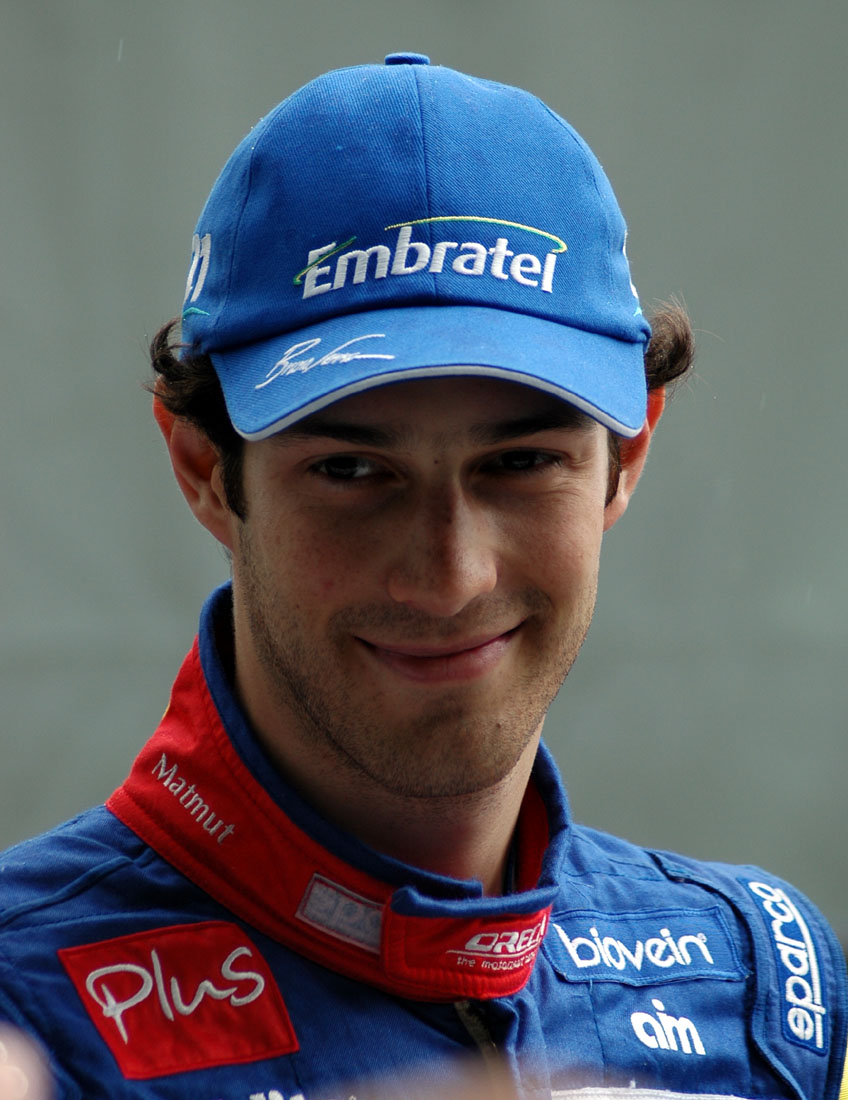
Бруно Сенна совершил свой дебют с командой HRT F1 Team.

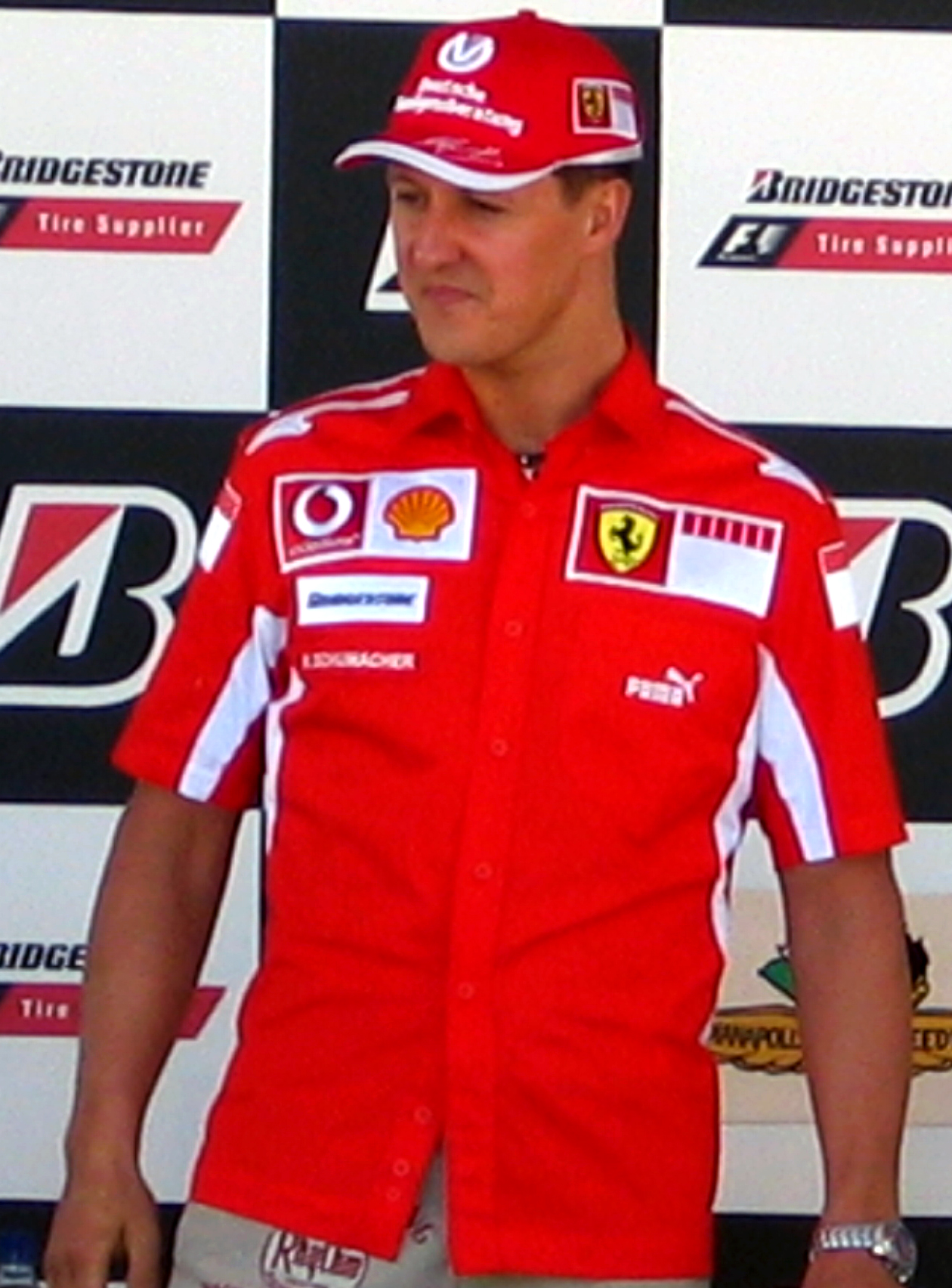
Михаэль Шумахер возвратится в серию с Mercedes GP после трёхлетнего перерыва.

- Лукас ди Грасси, бронзовый призёр сезона 2009 GP2, представлявший команду Racing Engineering, присоединился к Тимо Глоку в Virgin Racing[75].
- Виталий Петров, вице-чемпион сезона 2009 GP2, перешёл из Barwa Addax в напарники к Роберту Кубице в Renault, став первым российским пилотом чемпионата Формулы-1.[58] (Хотя Сергей Злобин и Роман Русинов проводили тесты за Minardi и Midland в 2002 и 2006 годах соответственно, они никогда не принимали участия в гонках и пятничных тренировках).
- Бруно Сенна, племянник трёхкратного чемпиона Айртона Сенны, присоединился к команде Campos Meta в 2010, тем самым вернув фамилию Сенны в Формулу-1 спустя шестнадцать лет после смерти своего дяди[68].
- Нико Хюлькенберг, чемпион GP2 2009 года с командой ART Grand Prix, совершил свой дебют в команде Williams вместе с Баррикелло[56].
- Карун Чандхок, который занял восемнадцатое место в сезоне 2009 GP2 за Ocean Racing Technology, присоединится к своему бывшему напарнику по iSport International Бруно Сенне в команде HRT F1 Team. Чандхок стал вторым пилотом из Индии, после Нараина Картикеяна, который был пилотом Jordan Grand Prix в 2005 году[66].

Уход из Формулы-1
- Джанкарло Физикелла стал тестовым и резервным пилотом Ferrari в 2010, покинув Force India и присоединившись к Ferrari в конце 2009, заменяя травмированного Фелипе Массу. Тем не менее, Ferrari объявила, что Физикелла может найти место в другой команде в качестве основного пилота.[53] После того, как он не смог стать пилотом ни одной из команд Формулы-1, он заключил контракт на выступление в Серии Ле-Ман[125].
- Ник Хайдфельд стал резервным пилотом Mercedes GP[70].
- После провального сезона-2009 пилот Williams Кадзуки Накадзима не смог найти себе места на сезон-2010. По слухам, он может стать пилотом Stefan GP.[108]
- Кими Райкконен взял годовой «отпуск» из Формулы-1 после того, как его менеджеры объявили, что переговоры с McLaren официально завершены[126]. 4 декабря было подтверждено, что Райкконен присоединится к команде Citroën Junior Team в чемпионате мира по ралли-2010, и будет управлять машиной Citroën C4 WRC в двенадцати из тринадцати этапов[127].

Возвращение в Формулу-1
- Педро де ла Роса вернулся в Формулу-1 в команду Sauber после окончания работы в качестве тест-пилота McLaren. Он вернулся спустя три года после проведённой половины сезона-2006 из-за ухода Хуана-Пабло Монтойи из McLaren после Гран-при США 2006 года.
- Семикратный чемпион Михаэль Шумахер присоединился к Mercedes GP 23 декабря 2009 года после трёхлетнего перерыва[1]. Первоначально Шумахер должен был вернуться в Ferrari в 2009 году, заменяя травмированного Фелипе Массу, но травма шеи, полученная в мотогонках, дала о себе знать, и он не смог этого сделать. Шумахер уже был пилотом Mercedes в сезоне 1991 World Sportscar Championship.

Изменения по ходу сезона.
- Сакон Ямамото заменил в HRT F1 Team Бруно Сенну на Гран-при Великобритании и Каруна Чандхока после Гран-при Великобритании.
- Ник Хайдфельд заменил в Sauber Педро де ла Росу после Гран-при Италии.
- Кристиан Клин  заменил в HRT F1 Team Сакона Ямамото на Гран-при Сингапура, Бразилии и Абу-Даби.

### Изменения календаря
- Гран-при Бахрейна будет проходить на новой конфигурации трассы. Пилоты покинут старую трассу примерно после четвёртого поворота, а далее пойдёт 900-метровая связка, перед тем, как трасса вернётся в пятый поворот предыдущей конфигурации. Это увеличит длину круга с 5,412 до 6,299 км. Дополнительная связка уже использовалась в 2006 году, но только для гонки «24 часа Бахрейна».[128]
- Гран-при Великобритании должен был уйти из Сильверстоуна в Донингтон Парк в 2010 году,[129] но 23 октября 2009 года владельцы Донингтон Парка признали, что попытки разместить облигации на сумму 135 миллионов фунтов не удались.[130] После продолжительных переговоров с Берни Экклстоуном владельцы Сильверстоуна пришли к соглашению, и Гран-при Великобритании будет принимать эта трасса в течение следующих семнадцати лет, несмотря на ранние заявления Экклстоуна, что Сильверстоун больше не появится в календаре Формулы-1.[131] В феврале 2010 года было объявлено, что Гран-при будет проходить на новой конфигурации «Arena», это увеличит длину круга на 760 метров.[132][133] Конфигурация «Arena» была введена для Мото Гран-при Великобритании 2010 года, который будет проведён в преддверии гонки Формулы-1, 20 июня.
- Гран-при Канады возвратится в 2010 году после года отсутствия.[134]
- Гран-при Японии должен был возвратиться на Фудзи Спидвей в 2010 году в качестве ежегодного чередования с Судзукой. Однако владелец Фудзи — корпорация Toyota — объявила, что отказывается от гонки, ссылаясь на глобальный экономический спад.[135] Судзука продолжит принимать гонку в 2010 и 2011 годах.[136]
- Южная Корея впервые появится в календаре Формулы-1 под названием Гран-при Кореи с гонкой, которая будет проходить на Международном автодроме Кореи в Йонаме 24 октября.

### Изменения регламента
Предложенные

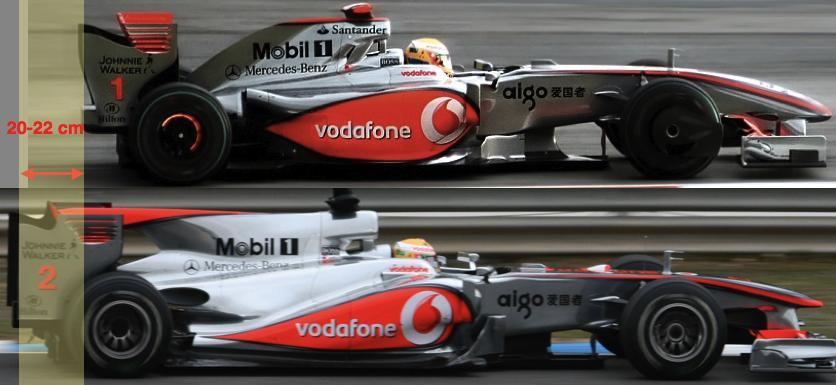
Болиды 2010 года на 20-22 см длиннее версий 2009 года из-за расширения топливного бака.

- С начала сезона 2010 командам предлагается ограничиться бюджетным лимитом, равным 40 миллионам фунтов стерлингов (63,7 миллиона долларов, 45,4 миллиона евро). Для тех команд, которые согласятся на такое условие, полагается бо́льшая техническая свобода и неограниченное количество тестов. Команды же, отказавшиеся от лимита, смогут свободно тратить деньги, но технический регламент по отношению к ним будет более строгим.[137] Однако, от этого предложения было решено отказаться в середине сезона 2009 года.

Подтверждённые
- Запрет дозаправок в течение гонки (впервые с 1993 года).[137] Несмотря на несогласие с бюджетным лимитом и отказом от правил 2009 года, FOTA проявила интерес к запрету дозаправок, поскольку это позволяет сократить расходы.[138]* Увеличение топливного бака с приблизительно 90 до 180 литров[139].
- FOM выразила готовность поддерживать новые команды со следующего сезона. Команды получат 10 миллионов долларов (6,25 миллионов фунтов стерлингов, 6,8 миллионов евро) вместе с бесплатной транспортировкой двух шасси и 10,000 кг груза на каждую гонку, а также двадцать мест в экономклассах на этапах, которые находятся за пределами Европы.[140]
- FOTA согласилась отказаться от использования KERS в 2010 из-за плохой отдачи системы и давления FIA на снижение бюджетов, хотя использование KERS не запрещено регламентом.[141]
- Минимальный вес болида увеличен с 605 кг до 620 кг, чтобы избежать проблем с более высокими и тяжёлыми гонщиками, а также для более удобного использования системы KERS, которую по-прежнему разрешено использовать в 2010 году, несмотря на соглашение FOTA о её неиспользовании.[142]
- Максимальное количество болидов, допущенных к гонке, увеличилось с 24 до 26.[137]
- Формат квалификации изменится из-за увеличения количества участников: 7 болидов будет отсеиваться в первой части, 7 — во второй, а дальше как и в 2009 году, 10 пилотов будет сражаться за поул в третьем сегменте. В третьей сессии разрешено участвовать с малым количеством топлива, это обусловлено запретом дозаправок.[143]

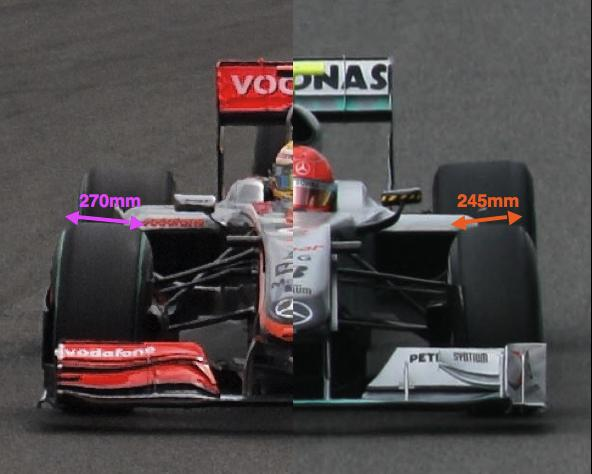
Передние шины уменьшены с 270 мм до 245 мм. (Слева) Льюис Хэмилтон на Гран-при Великобритании, (Справа) Михаэль Шумахер на тестах в Хересе в 2010 году.

- Первая десятка квалифицировавшихся обязана стартовать на том же комплекте шин, которые использовались в третьей части квалификации.[144]
- Колёсные колпаки, используемые командами с 2006 года, будут запрещены в 2010 году.[145]
- Передние шины будут уменьшены с 270 мм до 245 мм для улучшения баланса сцепления между передними и задними.[145]
- Новая система начисления очков была принята для сезона-2010, в качестве реакции на увеличение пелотона. Начиная с 2003 года, очками награждалась первая восьмёрка гонщиков: 10 очков за первое место, 8 за второе, 6 за третье и так далее до одного очка за восьмое место. Новая система будет давать 25 очков за первое место, 18 за второе, за третье будет 15, 12 за четвёртое, а далее 10, 8, 6, 4, 2, и 1 за десятое место.[144]
- Стюарды могут наказывать гонщиков лишением произвольного числа позиций на старте, пропорционально нарушению. К выборам стюардов решено привлечь бывших гонщиков.[146]
- В 2009 командам было запрещено проводить тесты после начала сезона. Для сезона-2010 в правило внесены поправки, заменяющим гонщикам разрешено провести один день тестов (в случае, если они не принимали участия в гонке Формулы-1 в течение двух последних календарных лет) на трассе, которая не будет принимать этап чемпионата мира.[147] Эта поправка появилась из-за ситуации, в которой новички, такие, как Хайме Альгерсуари и Ромен Грожан, физически не могли познакомиться с болидом Формулы-1 раньше пятничной практики дебютной гонки.
- Каждому пилоту будет предоставлено одиннадцать комплектов шин на этап, в отличие от сезона-2009, когда использовалось четырнадцать комплектов.[144] Три комплекта из них будут возвращаться FIA и их нельзя будет использовать в квалификации и гонке.
- С 2010 года на каждом этапе в состав судейской бригады помимо трёх профессиональных стюардов будет входить и один известный бывший гонщик Формулы-1. Это сделано для того, чтобы в случае спорных ситуаций использовать многолетний опыт пилота для анализа инцидента и вынесения наиболее взвешенного и оправданного вердикта. От этапа к этапу будут приглашаться разные гонщики.[148]

| Этап | Гран-при       | Стюард                 | Годы в Ф-1            | Достижения                                                                                     |
| ---- | -------------- | ---------------------- | --------------------- | ---------------------------------------------------------------------------------------------- |
| 1    | Бахрейн        | Ален Прост             | 1980—1991, 1993       | Чемпион мира 1985, 1986, 1989, 1993                                                            |
| 2    | Австралия      | Том Кристенсен         | —                     | Победитель «24 часов Ле-Мана» 1997, 2000—2005, 2008                                            |
| 3    | Малайзия       | Джонни Херберт         | 1989—2000             | 4-е место в 1995 году                                                                          |
| 4    | Китай          | Александр Вурц         | 1997—2000, 2005, 2007 | 8-е место в 1998 году                                                                          |
| 5    | Испания        | Дерек Уорик            | 1981—1990, 1993       | 7-е место в 1984 году                                                                          |
| 6    | Монако         | Деймон Хилл            | 1992—1999             | Чемпион мира 1996                                                                              |
| 7    | Турция         | Джонни Херберт         | 1989—2000             | 4-е место в 1995 году                                                                          |
| 8    | Канада         | Эмерсон Фиттипальди    | 1970—1980             | Чемпион мира 1972, 1974 Чемпион серии CART 1989 Победитель «500 миль Индианаполиса» 1989, 1993 |
| 9    | Европа         | Хайнц Харальд Френтцен | 1994—2003             | 2-е место в 1997 году                                                                          |
| 10   | Великобритания | Найджел Мэнселл        | 1980—1992, 1994—1995  | Чемпион мира 1992                                                                              |
| 11   | Германия       | Дэнни Салливан         | 1983                  | Чемпион серии CART 1988 Победитель «500 миль Индианаполиса» 1985                               |
| 12   | Венгрия        | Дерек Уорик            | 1981—1990, 1993       | 7-е место в 1984 году                                                                          |
| 13   | Бельгия        | Найджел Мэнселл        | 1980—1992, 1994—1995  | Чемпион мира 1992                                                                              |
| 14   | Италия         | Эмерсон Фиттипальди    | 1970—1980             | Чемпион мира 1972, 1974 Чемпион серии CART 1989 Победитель «500 миль Индианаполиса» 1989, 1993 |
| 15   | Сингапур       | Дэнни Салливан         | 1983                  | Чемпион серии CART 1988 Победитель «500 миль Индианаполиса» 1985                               |
| 16   | Япония         | Александр Вурц         | 1997—2000, 2005, 2007 | 8-е место в 1998 году                                                                          |
| 17   | Корея          | Алан Джонс             | 1975—1986             | Чемпион мира 1980                                                                              |
| 18   | Бразилия       | Джонни Херберт         | 1989—2000             | 4-е место в 1995 году                                                                          |
| 19   | Абу-Даби       | Эмануэле Пирро         | 1989—1991             | Победитель «24 часов Ле-Мана» 2000—2002, 2006—2007                                             |

### Спонсорские изменения
- ING первоначально решила прекратить своё присутствие в Формуле-1 по окончании сезона-2009, включая титульное спонсорство Renault, а также Гран-при Австралии, Венгрии и Бельгии. Компания ссылается на экономический кризис в качестве причины прекращения спонсорской поддержки.[115] Однако, компания решила прекратить поддержку Renault раньше намеченного срока, поскольку Renault была признана виновной в изменении результатов Гран-при Сингапура 2008 года.
- Нидерландский производитель часов TW Steel был подтверждён в качестве нового спонсора команды Renault F1 Team до конца 2012 года.
- RBS не продлит контракт с Williams после окончания 2010 года.[150]
- Соучредитель YouTube Чэд Хёрли присоединился к US F1 Team в качестве основного инвестора команды.[151]
- Virgin Group приобрела 20% акций «Manor Grand Prix» и планировала переименовать команду.[152] Это было подтверждено в заявочном списке, который был выпущен 30 ноября, а команда стала называться Virgin Racing.
- На Гран-при Италии 2009 года банк Santander объявил о пятилетней сделке с Ferrari и станет «главным» спонсором начиная с сезона-2010;[153] McLaren позднее объявила, что сотрудничество с Santander было продлено.[154]
- Малайзийская нефтяная компания Petronas завершила своё продолжительное сотрудничество с BMW Sauber в 2010 году и станет титульным спонсором Mercedes-Benz. В данный момент команда известна под названием Mercedes GP Petronas.[46]
- Австралийская авиакомпания Qantas стала титульным спонсором Гран-при Австралии.[114]
- Новостная сеть CNN присоединилась к команде Lotus Racing, её логотипы появятся на T127, униформе гонщиков и остального персонала.[155]
- На болидах Renault появятся логотипы Lada.[156]
- Технологическая компания Hewlett-Packard (HP) подписала спонсорское соглашение на 2010-11 годы с командой Renault.[157]
- Российский банк Банк Москвы стал спонсором Renault. [источник не указан 5319 дней]

### Автомобиль безопасности
- Mercedes-Benz объявила, что в этом году автомобилем безопасности станет новый Mercedes-Benz SLS AMG. SLS AMG станет быстрейшим автомобилем безопасности за всю историю Формулы-1.[158]

## Результаты и положения в зачётах

### Гран-при
| №  | Гран-при                | Поул-позиция      | Быстрый круг      | Победитель        | Конструктор      | Отчёт |
| -- | ----------------------- | ----------------- | ----------------- | ----------------- | ---------------- | ----- |
| 1  | Гран-при Бахрейна       | Себастьян Феттель | Фернандо Алонсо   | Фернандо Алонсо   | Ferrari          | Отчёт |
| 2  | Гран-при Австралии      | Себастьян Феттель | Марк Уэббер       | Дженсон Баттон    | McLaren-Mercedes | Отчёт |
| 3  | Гран-при Малайзии       | Марк Уэббер       | Марк Уэббер       | Себастьян Феттель | Red Bull-Renault | Отчёт |
| 4  | Гран-при Китая          | Себастьян Феттель | Льюис Хэмилтон    | Дженсон Баттон    | McLaren-Mercedes | Отчёт |
| 5  | Гран-при Испании        | Марк Уэббер       | Льюис Хэмилтон    | Марк Уэббер       | Red Bull-Renault | Отчёт |
| 6  | Гран-при Монако         | Марк Уэббер       | Себастьян Феттель | Марк Уэббер       | Red Bull-Renault | Отчёт |
| 7  | Гран-при Турции         | Марк Уэббер       | Виталий Петров    | Льюис Хэмилтон    | McLaren-Mercedes | Отчёт |
| 8  | Гран-при Канады         | Льюис Хэмилтон    | Роберт Кубица     | Льюис Хэмилтон    | McLaren-Mercedes | Отчёт |
| 9  | Гран-при Европы         | Себастьян Феттель | Дженсон Баттон    | Себастьян Феттель | Red Bull-Renault | Отчёт |
| 10 | Гран-при Великобритании | Себастьян Феттель | Фернандо Алонсо   | Марк Уэббер       | Red Bull-Renault | Отчёт |
| 11 | Гран-при Германии       | Себастьян Феттель | Себастьян Феттель | Фернандо Алонсо   | Ferrari          | Отчёт |
| 12 | Гран-при Венгрии        | Себастьян Феттель | Себастьян Феттель | Марк Уэббер       | Red Bull-Renault | Отчёт |
| 13 | Гран-при Бельгии        | Марк Уэббер       | Льюис Хэмилтон    | Льюис Хэмилтон    | McLaren-Mercedes | Отчёт |
| 14 | Гран-при Италии         | Фернандо Алонсо   | Фернандо Алонсо   | Фернандо Алонсо   | Ferrari          | Отчёт |
| 15 | Гран-при Сингапура      | Фернандо Алонсо   | Фернандо Алонсо   | Фернандо Алонсо   | Ferrari          | Отчёт |
| 16 | Гран-при Японии         | Себастьян Феттель | Марк Уэббер       | Себастьян Феттель | Red Bull-Renault | Отчёт |
| 17 | Гран-при Кореи          | Себастьян Феттель | Фернандо Алонсо   | Фернандо Алонсо   | Ferrari          | Отчёт |
| 18 | Гран-при Бразилии       | Нико Хюлькенберг  | Льюис Хэмилтон    | Себастьян Феттель | Red Bull-Renault | Отчёт |
| 19 | Гран-при Абу-Даби       | Себастьян Феттель | Льюис Хэмилтон    | Себастьян Феттель | Red Bull-Renault | Отчёт |

### Личный зачёт
| Легенда к таблице |                                                                    |
| --- | ------------------------------------------------------------------ |
| В таблице перечислены результаты всех Гран-при сезона. Строками таблицы являются гонщики или конструкторы, упорядоченные по их положению в чемпионате мира, столбцами — этапы чемпионата мира. В каждой клетке указан результат, дополнительно обозначенный цветом. Расшифровка обозначений и цветов представлена в нижеследующей таблице. |                                                                    |
| \| Пример \| Описание \| \| ------------ \| ------------------------------------------------------------------ \| \| 1 \| Победитель \| \| 2 \| Второе место \| \| 3 \| Третье место \| \| 5 \| Финишировал, заработав очки \| \| Сход \| Не финишировал, но при этом заработал очки \| \| 12 \| Финишировал, не получив очков \| \| НКЛ \| Финишировал, но не попал в финальную классификацию \| \| 15 \| Участвовал вне зачёта, либо по отдельной классификации \| \| 18 \| Не финишировал, но попал в финальную классификацию \| \| Сход \| Не финишировал \| \| НКВ \| Не прошёл квалификацию \| \| НПКВ \| Не прошёл предквалификацию \| \| ДСК \| Дисквалифицирован \| \| ИСК \| Исключён из протокола соревнований \| \| ТТ \| Заявлен для участия только в тренировках \| \| НС \| Участвовал в квалификации, но не стартовал в гонке \| \| Т \| Травмирован или болен \| \| ОТК \| Отказ от участия \| \| НТР \| Прибыл на соревнования, но на трассу не выезжал \| \| НПР \| Был заявлен в числе участников, но не прибыл к началу соревнований \| \| О \| Соревнования отменены \| \| \| Не участвовал \| \| Поул-позиция \| \| \| Быстрый круг \| \| |                                                                    |
| Пример | Описание                                                           |
| 1 | Победитель                                                         |
| 2 | Второе место                                                       |
| 3 | Третье место                                                       |
| 5 | Финишировал, заработав очки                                        |
| Сход | Не финишировал, но при этом заработал очки                         |
| 12 | Финишировал, не получив очков                                      |
| НКЛ | Финишировал, но не попал в финальную классификацию                 |
| 15 | Участвовал вне зачёта, либо по отдельной классификации             |
| 18 | Не финишировал, но попал в финальную классификацию                 |
| Сход | Не финишировал                                                     |
| НКВ | Не прошёл квалификацию                                             |
| НПКВ | Не прошёл предквалификацию                                         |
| ДСК | Дисквалифицирован                                                  |
| ИСК | Исключён из протокола соревнований                                 |
| ТТ | Заявлен для участия только в тренировках                           |
| НС | Участвовал в квалификации, но не стартовал в гонке                 |
| Т | Травмирован или болен                                              |
| ОТК | Отказ от участия                                                   |
| НТР | Прибыл на соревнования, но на трассу не выезжал                    |
| НПР | Был заявлен в числе участников, но не прибыл к началу соревнований |
| О | Соревнования отменены                                              |
| | Не участвовал                                                      |
| Поул-позиция |                                                                    |
| Быстрый круг |                                                                    |

| Место | Пилот             | БАХ  | АВС  | МАЛ  | КИТ  | ИСП  | МОН  | ТУР  | КАН  | ЕВР  | ВЕЛ  | ГЕР  | ВЕН  | БЕЛ  | ИТА  | СИН  | ЯПО  | КОР  | БРА  | АБУ  | Очки |
| ----- | ----------------- | ---- | ---- | ---- | ---- | ---- | ---- | ---- | ---- | ---- | ---- | ---- | ---- | ---- | ---- | ---- | ---- | ---- | ---- | ---- | ---- |
| 1     | Себастьян Феттель | 4    | Сход | 1    | 6    | 3    | 2    | Сход | 4    | 1    | 7    | 3    | 3    | 15   | 4    | 2    | 1    | Сход | 1    | 1    | 256  |
| 2     | Фернандо Алонсо   | 1    | 4    | 13   | 4    | 2    | 6    | 8    | 3    | 8    | 14   | 1    | 2    | Сход | 1    | 1    | 3    | 1    | 3    | 7    | 252  |
| 3     | Марк Уэббер       | 8    | 9    | 2    | 8    | 1    | 1    | 3    | 5    | Сход | 1    | 6    | 1    | 2    | 6    | 3    | 2    | Сход | 2    | 8    | 242  |
| 4     | Льюис Хэмилтон    | 3    | 6    | 6    | 2    | 14   | 5    | 1    | 1    | 2    | 2    | 4    | Сход | 1    | Сход | Сход | 5    | 2    | 4    | 2    | 240  |
| 5     | Дженсон Баттон    | 7    | 1    | 8    | 1    | 5    | Сход | 2    | 2    | 3    | 4    | 5    | 8    | Сход | 2    | 4    | 4    | 12   | 5    | 3    | 214  |
| 6     | Фелипе Масса      | 2    | 3    | 7    | 9    | 6    | 4    | 7    | 15   | 11   | 15   | 2    | 4    | 4    | 3    | 8    | Сход | 3    | 15   | 10   | 144  |
| 7     | Нико Росберг      | 5    | 5    | 3    | 3    | 13   | 7    | 5    | 6    | 10   | 3    | 8    | Сход | 6    | 5    | 5    | 17   | Сход | 6    | 4    | 142  |
| 8     | Роберт Кубица     | 11   | 2    | 4    | 5    | 8    | 3    | 6    | 7    | 5    | Сход | 7    | Сход | 3    | 8    | 7    | Сход | 5    | 9    | 5    | 136  |
| 9     | Михаэль Шумахер   | 6    | 10   | Сход | 10   | 4    | 12   | 4    | 11   | 15   | 9    | 9    | 11   | 7    | 9    | 13   | 6    | 4    | 7    | Сход | 72   |
| 10    | Рубенс Баррикелло | 10   | 8    | 12   | 12   | 9    | Сход | 14   | 14   | 4    | 5    | 12   | 10   | Сход | 10   | 6    | 9    | 7    | 14   | 12   | 47   |
| 11    | Адриан Сутиль     | 12   | Сход | 5    | 11   | 7    | 8    | 9    | 10   | 6    | 8    | 17   | Сход | 5    | 16   | 9    | Сход | Сход | 12   | 13   | 47   |
| 12    | Камуи Кобаяси     | Сход | Сход | Сход | Сход | 12   | Сход | 10   | Сход | 7    | 6    | 11   | 9    | 8    | Сход | Сход | 7    | 8    | 10   | 14   | 32   |
| 13    | Виталий Петров    | Сход | Сход | Сход | 7    | 11   | 13   | 15   | 17   | 14   | 13   | 10   | 5    | 9    | 13   | 11   | Сход | Сход | 16   | 6    | 27   |
| 14    | Нико Хюлькенберг  | 14   | Сход | 10   | 15   | 16   | Сход | 17   | 13   | Сход | 10   | 13   | 6    | 14   | 7    | 10   | Сход | 10   | 8    | 16   | 22   |
| 15    | Витантонио Льюцци | 9    | 7    | Сход | Сход | 15   | 9    | 13   | 9    | 16   | 11   | 16   | 13   | 10   | 12   | Сход | Сход | 6    | Сход | Сход | 21   |
| 16    | Себастьен Буэми   | 16   | Сход | 11   | Сход | Сход | 10   | 16   | 8    | 9    | 12   | Сход | 12   | 12   | 11   | 14   | 10   | Сход | 13   | 15   | 8    |
| 17    | Педро де ла Роса  | Сход | 12   | НС   | Сход | Сход | Сход | 11   | Сход | 12   | Сход | 14   | 7    | 11   | 14   |      |      |      |      |      | 6    |
| 18    | Ник Хайдфельд     |      |      |      |      |      |      |      |      |      |      |      |      |      |      | Сход | 8    | 9    | 17   | 11   | 6    |
| 19    | Хайме Альгерсуари | 13   | 11   | 9    | 13   | 10   | 11   | 12   | 12   | 13   | Сход | 15   | Сход | 13   | 15   | 12   | 11   | 11   | 11   | 9    | 5    |
| 20    | Хейкки Ковалайнен | 15   | 13   | НКЛ  | 14   | НС   | Сход | Сход | 16   | Сход | 17   | Сход | 14   | 16   | 18   | 16   | 12   | 13   | 18   | 17   | 0    |
| 21    | Ярно Трулли       | 17   | НС   | 17   | Сход | 17   | 15   | Сход | Сход | 21   | 16   | Сход | 15   | 19   | Сход | Сход | 13   | Сход | 19   | Сход | 0    |
| 22    | Карун Чандхок     | Сход | 14   | 15   | 17   | Сход | 14   | 20   | 18   | 18   | 19   |      |      |      |      |      |      |      |      |      | 0    |
| 23    | Бруно Сенна       | Сход | Сход | 16   | 16   | Сход | Сход | Сход | Сход | 20   |      | 19   | 17   | Сход | Сход | Сход | 15   | 14   | 21   | 19   | 0    |
| 24    | Лукас ди Грасси   | Сход | Сход | 14   | Сход | 19   | Сход | 19   | 19   | 17   | Сход | Сход | 18   | 17   | 20   | 15   | Сход | Сход | НКЛ  | 18   | 0    |
| 25    | Тимо Глок         | Сход | Сход | Сход | НС   | 18   | Сход | 18   | Сход | 19   | 18   | 18   | 16   | 18   | 17   | Сход | 14   | Сход | 20   | Сход | 0    |
| 26    | Сакон Ямамото     |      |      |      |      |      |      | тест |      |      | 20   | Сход | 19   | 20   | 19   |      | 16   | 15   |      |      | 0    |
| 27    | Кристиан Клин     |      |      |      |      | тест |      |      |      | тест |      |      |      |      |      | Сход |      |      | 22   | 20   | 0    |
| Место | Пилот             | БАХ  | АВС  | МАЛ  | КИТ  | ИСП  | МОН  | ТУР  | КАН  | ЕВР  | ВЕЛ  | ГЕР  | ВЕН  | БЕЛ  | ИТА  | СИН  | ЯПО  | КОР  | БРА  | АБУ  | Очки |

### Кубок конструкторов
| Легенда к таблице |                                                                    |
| --- | ------------------------------------------------------------------ |
| В таблице перечислены результаты всех Гран-при сезона. Строками таблицы являются гонщики или конструкторы, упорядоченные по их положению в чемпионате мира, столбцами — этапы чемпионата мира. В каждой клетке указан результат, дополнительно обозначенный цветом. Расшифровка обозначений и цветов представлена в нижеследующей таблице. |                                                                    |
| \| Пример \| Описание \| \| ------------ \| ------------------------------------------------------------------ \| \| 1 \| Победитель \| \| 2 \| Второе место \| \| 3 \| Третье место \| \| 5 \| Финишировал, заработав очки \| \| Сход \| Не финишировал, но при этом заработал очки \| \| 12 \| Финишировал, не получив очков \| \| НКЛ \| Финишировал, но не попал в финальную классификацию \| \| 15 \| Участвовал вне зачёта, либо по отдельной классификации \| \| 18 \| Не финишировал, но попал в финальную классификацию \| \| Сход \| Не финишировал \| \| НКВ \| Не прошёл квалификацию \| \| НПКВ \| Не прошёл предквалификацию \| \| ДСК \| Дисквалифицирован \| \| ИСК \| Исключён из протокола соревнований \| \| ТТ \| Заявлен для участия только в тренировках \| \| НС \| Участвовал в квалификации, но не стартовал в гонке \| \| Т \| Травмирован или болен \| \| ОТК \| Отказ от участия \| \| НТР \| Прибыл на соревнования, но на трассу не выезжал \| \| НПР \| Был заявлен в числе участников, но не прибыл к началу соревнований \| \| О \| Соревнования отменены \| \| \| Не участвовал \| \| Поул-позиция \| \| \| Быстрый круг \| \| |                                                                    |
| Пример | Описание                                                           |
| 1 | Победитель                                                         |
| 2 | Второе место                                                       |
| 3 | Третье место                                                       |
| 5 | Финишировал, заработав очки                                        |
| Сход | Не финишировал, но при этом заработал очки                         |
| 12 | Финишировал, не получив очков                                      |
| НКЛ | Финишировал, но не попал в финальную классификацию                 |
| 15 | Участвовал вне зачёта, либо по отдельной классификации             |
| 18 | Не финишировал, но попал в финальную классификацию                 |
| Сход | Не финишировал                                                     |
| НКВ | Не прошёл квалификацию                                             |
| НПКВ | Не прошёл предквалификацию                                         |
| ДСК | Дисквалифицирован                                                  |
| ИСК | Исключён из протокола соревнований                                 |
| ТТ | Заявлен для участия только в тренировках                           |
| НС | Участвовал в квалификации, но не стартовал в гонке                 |
| Т | Травмирован или болен                                              |
| ОТК | Отказ от участия                                                   |
| НТР | Прибыл на соревнования, но на трассу не выезжал                    |
| НПР | Был заявлен в числе участников, но не прибыл к началу соревнований |
| О | Соревнования отменены                                              |
| | Не участвовал                                                      |
| Поул-позиция |                                                                    |
| Быстрый круг |                                                                    |

| Место | Конструктор          | №  | БАХ  | АВС  | МАЛ  | КИТ  | ИСП  | МОН  | ТУР  | КАН  | ЕВР  | ВЕЛ  | ГЕР  | ВЕН  | БЕЛ  | ИТА  | СИН  | ЯПО  | КОР  | БРА  | АБУ  | Очки |
| ----- | -------------------- | -- | ---- | ---- | ---- | ---- | ---- | ---- | ---- | ---- | ---- | ---- | ---- | ---- | ---- | ---- | ---- | ---- | ---- | ---- | ---- | ---- |
| 1     | Red Bull-Renault     | 5  | 4    | Сход | 1    | 6    | 3    | 2    | Сход | 4    | 1    | 7    | 3    | 3    | 15   | 4    | 2    | 1    | Сход | 1    | 1    | 498  |
| 1     | Red Bull-Renault     | 6  | 8    | 9    | 2    | 8    | 1    | 1    | 3    | 5    | Сход | 1    | 6    | 1    | 2    | 6    | 3    | 2    | Сход | 2    | 8    | 498  |
| 2     | McLaren-Mercedes     | 1  | 7    | 1    | 8    | 1    | 5    | Сход | 2    | 2    | 3    | 4    | 5    | 8    | Сход | 2    | 4    | 4    | 12   | 5    | 3    | 454  |
| 2     | McLaren-Mercedes     | 2  | 3    | 6    | 6    | 2    | 14   | 5    | 1    | 1    | 2    | 2    | 4    | Сход | 1    | Сход | Сход | 5    | 2    | 4    | 2    | 454  |
| 3     | Ferrari              | 7  | 2    | 3    | 7    | 9    | 6    | 4    | 7    | 15   | 11   | 15   | 2    | 4    | 4    | 3    | 8    | Сход | 3    | 15   | 10   | 396  |
| 3     | Ferrari              | 8  | 1    | 4    | 13   | 4    | 2    | 6    | 8    | 3    | 8    | 14   | 1    | 2    | Сход | 1    | 1    | 3    | 1    | 3    | 7    | 396  |
| 4     | Mercedes-Benz        | 3  | 6    | 10   | Сход | 10   | 4    | 12   | 4    | 11   | 15   | 9    | 9    | 11   | 7    | 9    | 13   | 6    | 4    | 7    | Сход | 214  |
| 4     | Mercedes-Benz        | 4  | 5    | 5    | 3    | 3    | 13   | 7    | 5    | 6    | 10   | 3    | 8    | Сход | 6    | 5    | 5    | Сход | Сход | 6    | 4    | 214  |
| 5     | Renault              | 11 | 11   | 2    | 4    | 5    | 8    | 3    | 6    | 7    | 5    | Сход | 7    | Сход | 3    | 8    | 7    | Сход | 5    | 9    | 5    | 163  |
| 5     | Renault              | 12 | Сход | Сход | Сход | 7    | 11   | 13   | 15   | 17   | 14   | 13   | 10   | 5    | 9    | 13   | 11   | Сход | Сход | 16   | 6    | 163  |
| 6     | Williams-Cosworth    | 9  | 10   | 8    | 12   | 12   | 9    | Сход | 14   | 14   | 4    | 5    | 12   | 10   | Сход | 10   | 6    | 9    | 7    | 14   | 12   | 69   |
| 6     | Williams-Cosworth    | 10 | 14   | Сход | 10   | 15   | 16   | Сход | 17   | 13   | Сход | 10   | 13   | 6    | 14   | 7    | 10   | Сход | 10   | 8    | 16   | 69   |
| 7     | Force India-Mercedes | 14 | 12   | Сход | 5    | 11   | 7    | 8    | 9    | 10   | 6    | 8    | 16   | Сход | 5    | 16   | 9    | Сход | Сход | 12   | 13   | 68   |
| 7     | Force India-Mercedes | 15 | 9    | 7    | Сход | Сход | 15   | 9    | 13   | 9    | 16   | 11   | 17   | 13   | 10   | 12   | Сход | Сход | 6    | Сход | Сход | 68   |
| 8     | Sauber-Ferrari       | 22 | Сход | 12   | НС   | Сход | Сход | Сход | 11   | Сход | 12   | Сход | 14   | 7    | 11   | 14   | Сход | 8    | 9    | 17   | 11   | 44   |
| 8     | Sauber-Ferrari       | 23 | Сход | Сход | Сход | Сход | 12   | Сход | 10   | Сход | 7    | 6    | 11   | 9    | 8    | Сход | Сход | 7    | 8    | 10   | 14   | 44   |
| 9     | Toro Rosso-Ferrari   | 16 | 16   | Сход | 11   | Сход | Сход | 10   | 16   | 8    | 9    | 12   | Сход | 12   | 12   | 11   | 14   | 10   | Сход | 13   | 15   | 13   |
| 9     | Toro Rosso-Ferrari   | 17 | 13   | 11   | 9    | 13   | 10   | 11   | 12   | 12   | 13   | Сход | 15   | Сход | 13   | 15   | 12   | 11   | 11   | 11   | 9    | 13   |
| 10    | Lotus-Cosworth       | 18 | 17   | НС   | 17   | Сход | 17   | 15   | Сход | Сход | 21   | 16   | Сход | 15   | 19   | Сход | Сход | 13   | Сход | 19   | 21   | 0    |
| 10    | Lotus-Cosworth       | 19 | 15   | 13   | НКЛ  | 14   | Сход | Сход | Сход | 16   | Сход | 17   | Сход | 14   | 16   | 18   | 16   | 12   | 13   | 18   | 17   | 0    |
| 11    | HRT-Cosworth         | 20 | Сход | 14   | 15   | 17   | Сход | 14   | 20   | 18   | 18   | 19   | Сход | 19   | 20   | 19   | Сход | 16   | 15   | 22   | 20   | 0    |
| 11    | HRT-Cosworth         | 21 | Сход | Сход | 16   | 16   | Сход | Сход | Сход | Сход | 20   | 20   | 19   | 17   | Сход | Сход | Сход | 15   | 14   | 21   | 19   | 0    |
| 12    | Virgin-Cosworth      | 24 | Сход | Сход | Сход | НС   | 18   | Сход | 18   | Сход | 19   | 18   | 18   | 16   | 18   | 17   | Сход | 14   | Сход | 20   | Сход | 0    |
| 12    | Virgin-Cosworth      | 25 | Сход | Сход | 14   | Сход | 19   | Сход | 19   | 19   | 17   | Сход | Сход | 18   | 17   | 20   | 15   | НС   | Сход | НКЛ  | 18   | 0    |
| Место | Конструктор          | №  | БАХ  | АВС  | МАЛ  | КИТ  | ИСП  | МОН  | ТУР  | КАН  | ЕВР  | ВЕЛ  | ГЕР  | ВЕН  | БЕЛ  | ИТА  | СИН  | ЯПО  | КОР  | БРА  | АБУ  | Очки |

## Статистика

### Пилоты
| Место | Пилот             | Победы |
| ----- | ----------------- | ------ |
| 1     | Фернандо Алонсо   | 5      |
| 2     | Себастьян Феттель | 5      |
| 3     | Марк Уэббер       | 4      |
| 4     | Льюис Хэмилтон    | 3      |
| 5     | Дженсон Баттон    | 2      |

| Место | Пилот             | Подиумы |
| ----- | ----------------- | ------- |
| 1     | Фернандо Алонсо   | 10      |
| 2     | Марк Уэббер       | 10      |
| 3     | Себастьян Феттель | 10      |
| 4     | Льюис Хэмилтон    | 9       |
| 5     | Дженсон Баттон    | 7       |
| 6     | Фелипе Масса      | 5       |
| 7     | Нико Росберг      | 3       |
| 8     | Роберт Кубица     | 3       |

| Место | Пилот             | Поулы |
| ----- | ----------------- | ----- |
| 1     | Себастьян Феттель | 10    |
| 2     | Марк Уэббер       | 5     |
| 3     | Фернандо Алонсо   | 2     |
| 4     | Льюис Хэмилтон    | 1     |
| 5     | Нико Хюлькенберг  | 1     |

| Место | Пилот             | БК |
| ----- | ----------------- | -- |
| 1     | Фернандо Алонсо   | 5  |
| 2     | Льюис Хэмилтон    | 5  |
| 3     | Себастьян Феттель | 3  |
| 4     | Марк Уэббер       | 3  |
| 5     | Виталий Петров    | 1  |
| 6     | Роберт Кубица     | 1  |
| 7     | Дженсон Баттон    | 1  |

### Конструкторы
| Место | Конструктор | Победы |
| ----- | ----------- | ------ |
| 1     | Red Bull    | 9      |
| 2     | McLaren     | 5      |
| 3     | Ferrari     | 5      |

| Место | Конструктор | Подиумы |
| ----- | ----------- | ------- |
| 1     | Red Bull    | 20      |
| 2     | McLaren     | 16      |
| 3     | Ferrari     | 15      |
| 4     | Mercedes    | 3       |
| 5     | Renault     | 3       |

| Место | Конструктор | Поулы |
| ----- | ----------- | ----- |
| 1     | Red Bull    | 15    |
| 2     | Ferrari     | 2     |
| 3     | McLaren     | 1     |
| 4     | Williams    | 1     |

| Место | Конструктор | БК |
| ----- | ----------- | -- |
| 1     | Red Bull    | 6  |
| 2     | McLaren     | 6  |
| 3     | Ferrari     | 5  |
| 4     | Renault     | 2  |